# Abuso sexual de menores nas Testemunhas de Jeová

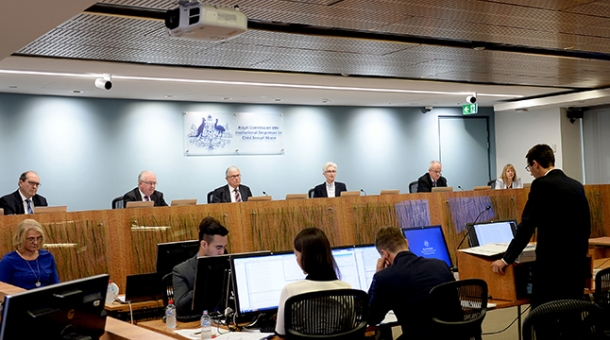
Líderes das Testemunhas de Jeóva respondem institucionalmente as acusações de abuso sexual infantil na Comissão Real da Austrália.

Várias pessoas, tribunais e a mídia em todo o mundo levantaram preocupações sobre a maneira como os casos de abuso sexual infantil são tratados quando ocorrem em congregações das Testemunhas de Jeová. Um estudo independente de 2009 na Noruega criticou as Testemunhas de Jeová com relação aos casos de abuso sexual infantil, mas afirmou que não há indicação de que a taxa de abuso sexual entre as Testemunhas de Jeová é maior do que a encontrada na sociedade em geral.  A organização oficialmente "abomina" o abuso sexual infantil, e afirma que "a incidência deste crime entre as Testemunhas de Jeová é rara". 
As políticas de abuso infantil da Sociedade foram publicadas nas publicações das Testemunhas de Jeová, embora diretrizes mais específicas sejam disponibilizadas apenas aos anciãos, ou mediante solicitação. Comunicados de imprensa emitidos pelo Gabinete de Informações Públicas da Torre de Vigia afirmam que se uma pessoa acusada de abuso molestar repetidamente sua vítima, e não houver outra testemunha do incidente, "os anciãos não podem agir dentro da congregação naquela época", mas se reportar às autoridades se exigido pelas leis locais. Em 2015, foi divulgado que a Seção Australiana das Testemunhas de Jeová tinha registros de 1.006 supostos perpetradores de abuso sexual infantil, referentes a mais de 1.800 vítimas desde 1950, nenhum dos quais foi denunciado à polícia pela igreja.
Alguns meios de comunicação e tribunais relataram que as Testemunhas de Jeová empregam políticas organizacionais, que o grupo diz que são "baseadas na Bíblia", que tornam a denúncia de abuso sexual difícil para os membros. Algumas vítimas de abuso sexual disseram que foram ordenadas por anciãos locais a manter silêncio para evitar constrangimento tanto para o acusado quanto para a organização. Os membros são informados de que têm todo o direito de denunciar crimes às autoridades seculares separadamente para denunciar o "pecado" aos anciãos da congregação.

Em 2002, o Escritório de Informações Públicas das Testemunhas de Jeová publicou sua política para os anciãos sobre relatar alegações de abuso infantil às autoridades somente quando exigido por lei, mesmo se houvesse apenas uma testemunha. A organização diz que os indivíduos conhecidos por terem abusado sexualmente de uma criança são geralmente proibidos de assumir qualquer cargo de responsabilidade, e que, a menos que seja considerado pelos anciãos da congregação para demonstrar arrependimento, tal pessoa é tipicamente desassociada. 
Em 2016, um juiz do Reino Unido confirmou uma decisão contra as Testemunhas de Jeová por não proteger uma vítima de abuso sexual infantil, e a Suprema Corte rejeitou uma tentativa da Torre de Vigia de bloquear uma investigação da Comissão de Caridade sobre como a organização trata alegações de abuso. Este foi o culminar de dois anos de processos judiciais em cinco tribunais e tribunais diferentes. O advogado da comissão disse que "a WTBTS tem desafiado implacavelmente a base legal e o escopo da investigação da Comissão de Caridade".

## Políticas

### Conselhos aos membros
A Sociedade Torre de Vigia publicou informações sobre como proteger as crianças contra abuso sexual, como os artigos Protect Your Children na edição de 8 de outubro de 1993 da Despertai!, Help Your Children to Thrive da Despertai! de 8 de agosto de 1997, a série Keep Your Children Safe, na edição de outubro de 2007 da revista Despertai! e no livro Learn from the Great Teacher. Esses artigos enfocam a prevenção e não especificam o que uma criança ou seus pais devem fazer para comunicar a polícia em caso de abuso sexual. Eles também sugerem que, em alguns países, "o sistema legal pode oferecer pouca esperança de um processo bem-sucedido". Se uma vítima procura ou não tratamento profissional de psiquiatras, psicólogos ou terapeutas é sugerida como sendo a decisão pessoal da vítima (ou dos pais), mas tais são advertidos para "garantir que qualquer profissional respeite suas opiniões religiosas".

### 'Regra de duas testemunhas'
As políticas judiciais congregacionais das Testemunhas de Jeová exigem o testemunho de duas testemunhas materiais para estabelecer um grave pecado do perpetrador na ausência de confissão. A organização considera que esta política é uma proteção contra acusações maliciosas de agressão sexual. A Sociedade sustenta que essa política de duas testemunhas é aplicada unicamente à disciplina congregacional e não tem relação se um crime é relatado às autoridades em países onde isso é obrigatório.
A Sociedade afirma que não é necessário que ambas as testemunhas tenham observado o mesmo caso de abuso sexual infantil para estabelecer a culpa. Desde 1991, declarações de duas vítimas de incidentes separados pelo mesmo perpetrador podem ser consideradas suficientes para tomar medidas e impor sanções internas. No entanto, os críticos argumentam que tal abordagem para determinar a culpa negligencia a seriedade do abuso inicial e efetivamente permite que um pedófilo fique impune até que ele ou ela seja pego abusando de duas ou mais vítimas diferentes. Evidências de DNA, relatórios médicos ou informações de peritos forenses ou da polícia que comprovam abuso sexual podem ser aceitos como uma "segunda testemunha" válida, mas críticos argumentam que, sem relatórios obrigatórios para todas as acusações de abuso, independentemente das leis locais, tal evidência poderia permanecer indetectada.
Nos casos em que há apenas uma testemunha ocular - a vítima - para uma alegação de abuso infantil, os anciãos podem monitorar de perto o acusado, ou até mesmo suspender quaisquer obrigações conspícuas da congregação - mas apenas se houver evidências no testemunho de mais de uma testemunha para sugerir que o suposto agressor abusou de crianças. Em alguns casos em que há apenas uma testemunha de abuso sexual, os anciãos podem discretamente informar os pais em uma congregação a não permitir que seus filhos passem tempo com alguém acusado de abuso infantil, desde que tal pessoa tenha sido considerada um "predador" pelo escritório local baseado nas observações dos anciãos.

### Questionando a vítima
Os anciãos são instruídos a investigar todas as alegações de abuso sexual infantil, questionando a vítima se necessário, e fazendo o que for razoavelmente possível para ajudar os pais a proteger seus filhos de novos abusos. Os anciãos também são instruídos de que eles são apenas "pastores espirituais" cujo objetivo deve ser o de fornecer assistência espiritual e encorajamento às vítimas de abuso sexual infantil e suas famílias, sem assumir um papel semelhante ao de um profissional de saúde mental ou terapeuta. Um representante da Sociedade Torre de Vigia declarou que a organização não se considera responsável pela "proteção física" das crianças na comunidade.
As vítimas de abuso são obrigadas a fornecer detalhes de seu abuso a um grupo de anciãos, o que pode causar trauma adicional; Em 2018, a política foi atualizada para especificar que a vítima pode fornecer detalhes do abuso por escrito, em vez de verbalmente. Uma vítima pode trazer um confidente para apoio ao se aproximar dos anciãos para apresentar verbalmente um caso de abuso. Os anciãos são orientados para que a vítima não seja obrigada a enfrentar o agressor para apresentar uma acusação, no entanto, as vítimas adultas podem fazê-lo se assim o desejarem.
O testemunho baseado em memórias reprimidas não é considerado confiável o suficiente para formar a base para a ação interna. Os anciãos são encorajados a tratar as pessoas que relatam esse tipo de memória com gentileza, mas não devem prosseguir com o caso, a menos que sejam encontradas mais provas.

### Arrependimento e Disciplina
Se as alegações de abuso infantil satisfazem os princípios religiosos da organização, uma comissão judiciária interna é formada e o indivíduo acusado pode potencialmente ser dispensado de posições de responsabilidade na congregação. Qualquer pessoa que tenha molestado sexualmente de uma criança, com base nos critérios estabelecidos pela organização, e julgada pelos anciãos por não demonstrar arrependimento suficiente, é desassociada da congregação e evitada.
Os irmãos são instruídos a avaliar o arrependimento do agressor com base em seu subsequente apoio visível às atividades congregacionais, como participar de reuniões congregacionais e abandonar a prática condenada, estando ainda assim proibido de apoiar ativamente o trabalho de porta em porta da denominação e de ter contato com os membros da organização. A participação sustentada nas atividades do grupo resultou em predadores sexuais permanecendo em boa posição na congregação.

### Posições de responsabilidade
A edição de 1 de janeiro de 1997 de A Sentinela afirmou: "Para a proteção de nossos filhos, um homem conhecido por ter sido um molestador de crianças não se qualifica para uma posição responsável na congregação. Além disso, ele não pode ser pioneiro ou servir em qualquer outro serviço especial de tempo integral." Se um abusador de crianças é ou não considerado um "molestador conhecido" fica a critério da filial local. A carta de 1º de outubro de 2012 aos anciãos declara que "a filial, não o corpo local de anciãos, determina se alguém que abusou sexualmente de uma criança é considerado um conhecido molestador de crianças" e acrescenta: "Não pode ser dito em todos os casos que quem abusou sexualmente de uma criança nunca poderia qualificar-se para cargos de privilégios na congregação". 

## Reportando-se às autoridades civis
Os casos de abuso alegado são relatados às autoridades seculares se exigido pelas leis locais ou conforme instruído pela filial local. 
Um comunicado de imprensa emitido em 2002 pelo Escritório de Informações Públicas das Testemunhas de Jeová declarou: "Além de fazer um relatório à sede, os anciãos podem ser obrigados por lei a relatar alegações até mesmo não corroboradas ou infundadas às autoridades. Se sim, os anciãos recebem a direção legal adequada para garantir que cumpram a lei". A Sentinela descreveu a seguinte política: "Dependendo da lei de onde ele vive, o molestador pode ter que cumprir uma pena de prisão ou enfrentar outras sanções do Estado. A congregação não o protegerá disso." Um memorando de 2002 para todas as congregações declarou: "Nossa posição é que as autoridades seculares lidam com o crime, enquanto os anciãos lidam com o pecado". Mesmo quando não há exigência de notificação obrigatória, as vítimas ou outras pessoas que tenham conhecimento de um incidente de abuso sexual não devem ser desencorajadas a denunciá-lo. 
O New York Times comentou:
A forma do escândalo [nas Testemunhas de Jeová] é muito diferente da igreja católica, onde a maioria das pessoas acusadas de abuso são sacerdotes e a grande maioria das vítimas eram meninos e homens jovens. Nas Testemunhas de Jeová, onde as congregações são muitas vezes coleções de famílias extensas e os presbíteros da igreja são escolhidos entre os leigos, alguns dos acusados são presbíteros, mas a maioria é de membros da congregação. As vítimas que deram um passo à frente são na maioria meninas e mulheres jovens, e muitas acusações envolvem incesto.
Em 2008, a Sociedade Torre de Vigia da Bretanha, em discussões com a Comissão de Caridade se comprometeu a elaborar uma Política de Proteção à Criança e atualizar seus procedimentos para colocá-los em sintonia com outros órgãos religiosos e seculares.

### Alegações de encobrimento
Em alguns casos, membros das Testemunhas de Jeová foram impedidos ou dissuadidos a não denunciar casos de abuso sexual infantil a autoridades civis. Particularmente desde 2000, a organização Testemunhas de Jeová tem sido acusada de encobrir casos de abuso sexual infantil cometidos por seus membros. Em fevereiro de 2001, o Christianity Today publicou um artigo relatando as alegações de que as políticas das Testemunhas de Jeová tornavam difícil denunciar abuso sexual para os membros, e não se adequava ao tratamento típico de tais casos. O artigo também incluiu uma resposta de representantes das Testemunhas de Jeová. A Comissão Real Australiana ouviu dizer que um ancião desencorajou uma vítima de abuso a ir à polícia dizendo: "Você realmente quer arrastar o nome de Jeová através da lama?" Na Irlanda, em 2016, dois anciãos Testemunhas de Jeová foram removidos de seus cargos como punição por denunciarem um molestador de crianças à polícia depois que o departamento jurídico da sucursal de Londres disse a eles que não o fizessem.
A BBC relatou alegações de um encobrimento em julho de 2002, em um episódio de Panorama intitulado "Suffer the Little Children". O relatório revelou que a sede das Testemunhas de Jeová, exige que todas as congregações enviem detalhes das alegações de abuso infantil e mantenham um banco de dados interno sobre todos os casos de abuso infantil relatados a eles. Ele descreveu um caso em que uma criança se apresentou aos anciãos de sua congregação para relatar abuso sexual por parte de seu pai, mas foi mandada para casa, apesar de saberem por três anos que seu pai era um agressor. Quando a menina acabou indo à polícia, seu pai foi condenado e sentenciado a cinco anos de prisão.
De acordo com o porta-voz das Testemunhas J. R. Brown, as Testemunhas de Jeová não são obrigadas a denunciar crimes aos anciãos antes de chamar as autoridades civis. As vítimas e suas famílias são livres para chamar a polícia, disse ele, embora alguns não escolham. A Sociedade Torre de Vigia mantém uma política sem exigência explícita de que os anciãos relatem todos os casos de abuso infantil nos casos em que isso não seja exigido por lei. Os anciãos são instruídos a "deixar os assuntos nas mãos de Jeová" se um agressor negar as acusações e não houver uma segunda testemunha disponível.

### Investigações no Reino Unido em 2014
Em 2013, na congregação das Testemunhas de Jeová de Moston, Manchester, Inglaterra, o ancião da igreja e pedófilo condenado, Jonathan Rose, após completar nove meses de prisão por crimes de pedofilia, foi permitido participar em uma série de reuniões públicas para interrogar crianças que ele havia molestado. Rose foi finalmente "desassociado" depois de denúncias à polícia e à Comissão de Caridade da Inglaterra e do País de Gales.
Em um incidente separado, antes do julgamento e condenação por estupro e agressão sexual em junho de 2014 de Mark Sewell, um ancião da congregação em Barry, País de Gales, a igreja conduziu uma investigação interna das alegações, onde as mulheres e crianças tiveram que enfrentar seu suposto abusador nas audiências da “comissão judicativa” organizadas por sua igreja. Uma criança vítima, por quem Sewell mais tarde foi condenado por estupro, alegou que ela foi interrogada de perto pelos anciãos da igreja quando ela se apresentou anos depois do ataque, e foi solicitada a descrever o incidente em detalhes íntimos, com Sewell presente, mas suas alegações foram rejeitadas pela comissão e não foram levadas à polícia para uma investigação mais aprofundada. Todos, exceto um dos anciãos de Sewell que investigaram as acusações contra ele, se recusaram a depor em seu julgamento no Tribunal da Coroa. Eles também não prestaram assistência à polícia e promotores em suas investigações, apesar de “desassociarem” Sewell 20 anos antes, e destruíram evidências que mostravam acusações contra Sewell que remontam a mais de 20 anos. Em junho de 2014, Sewell foi condenado a quatorze anos de prisão por oito crimes sexuais, incluindo estupro e abuso sexual de paroquianos; em dezembro de 2014, ele apelou sem sucesso pela redução de sua sentença.
Em junho e julho de 2014, a Comissão de Caridade da Inglaterra e do País de Gales anunciou que estava investigando formalmente as congregações de Moston e Barry sobre suas políticas de proteção à criança, a ser conduzido independentemente de dois inquéritos estatutários abertos no mês anterior às instituições de caridade das Testemunhas de Jeová em relação a questões que incluem a proteção à criança. A Comissão de Caridade notou que tinha "sérias preocupações" sobre a congregação das Testemunhas de Jeová em New Moston, Manchester, tendo mais recentemente aberto um caso em dezembro de 2013. A Sociedade Torre de Vigia, posteriormente, solicitou a revisão judicial do inquérito da Comissão de Caridade; isso foi negado em 12 de dezembro de 2014, sob a alegação de que a Charities Act 2011 exigia que todas as outras vias legais fossem esgotadas antes do pedido de revisão judicial. Reclamações posteriores contra a investigação da Congregação  de New Moston e da Sociedade Torre de Vigia da Grã-Bretanha ao tribunal da Comissão de Caridade foram rejeitadas em abril de 2015.
Em dois casos separados na Inglaterra em dezembro de 2014, uma Testemunha de Jeová em Bournemouth e um ancião das Testemunhas de Jeová de Plymouth foram condenados e sentenciados pelo abuso sexual de crianças.

### Comissão real australiana em 2015
O tratamento de casos de abuso sexual infantil por Testemunhas de Jeová na Austrália foi examinado pela Comissão Real em Respostas Institucionais ao Abuso Sexual Infantil. A comissão foi criada pelo governo federal em 2013 para investigar como instituições como escolas, igrejas, clubes esportivos e organizações governamentais respondem a alegações e casos de abuso sexual infantil. Seus "estudos de caso mostraram que era uma prática comum de instituições religiosas adotar respostas 'internas' ao lidar com alegações de abuso sexual infantil". Em julho e agosto de 2015, se realizou uma série de audiências públicas para apresentar os relatos de duas vítimas de abuso sexual feminino e também questionar sete anciãos e um superintendente de circuito associado às congregações onde o abuso ocorreu. A comissão também questionou dois membros seniores da filial australiana da Sociedade Torre de Vigia, bem como Geoffrey Jackson, membro do Corpo Governante de Nova York.
A audiência foi informada de que, em resposta a uma intimação emitida pela comissão, a Sociedade Torre de Vigia produziu 5000 documentos, incluindo 1006 processos relacionados a alegações de abuso sexual infantil relatados aos anciãos das Testemunhas de Jeová na Austrália desde 1950 - cada arquivo de uma suposta alegação diferente de perpetrador de abuso sexual infantil. O "estudo de caso sobre as Testemunhas de Jeová mostrou que a organização lidou com alegações de abuso sexual infantil de acordo com políticas e procedimentos disciplinares internos e baseados nas escrituras". Os documentos mostravam que dos alegados perpetradores, "nenhum foi denunciado pela Igreja às autoridades seculares". A comissão foi informada: "Isso sugere que é prática da Igreja das Testemunhas de Jeová manter informações sobre crimes de abuso sexual infantil, mas não denunciar alegações de abuso sexual infantil à polícia ou a outras autoridades relevantes".
Um ancião da filial australiana disse que quando não é exigido por lei para denunciar alegações de abuso às autoridades, a igreja deixou a decisão de se reportar às autoridades com a vítima e sua família. A comissão descobriu que o departamento jurídico da Sociedade Torre de Vigia rotineiramente forneceu informações incorretas aos anciãos com base em um entendimento incorreto sobre o que constitui uma obrigação legal de denunciar crimes na Austrália. Em março de 2017, a comissão real informou que desde a sua investigação inicial de 2015, a Sociedade Torre de Vigia relatou 15 das 17 alegações que recebeu de membros às autoridades, indicando que os dois restantes não foram relatados a pedido de sobreviventes adultos de abuso histórico.
A comissão real australiana concluiu que "não consideramos que a organização das Testemunhas de Jeová seja uma organização que responda adequadamente ao abuso sexual de crianças .... A retenção da organização e a continuação da aplicação de políticas como a regra das duas testemunhas em casos de abuso sexual de crianças mostra uma séria falta de compreensão da natureza do abuso sexual infantil". Em seu relatório final, a comissão real acrescentou: "Enquanto a organização das Testemunhas de Jeová continuar a ... [confiar na interpretação literal da Bíblia e dos princípios do primeiro século para estabelecer prática, política e procedimento] ... em sua resposta às alegações de abuso sexual infantil, continuará sendo uma organização que não responde adequadamente ao abuso sexual infantil e que não protege as crianças".

## Processos judiciais

### Canadá
Em 2004, um tribunal canadense concedeu CAD $ 5000 a um autor por negligência de um presbítero que não seguiu a política oficial da Igreja. No entanto, o tribunal indeferiu as acusações contra a Sociedade Torre de Vigia e ordenou que o autor pagasse as taxas legais da STV no valor de CAD $ 142.000. A igreja posteriormente aceitou cobrir os custos legais da demandante.
Em 15 de setembro de 2017, um pedido foi apresentado no Tribunal Superior de Québec para uma ação coletiva em nome de vítimas de abuso sexual por uma Testemunha de Jeová. Três corporações das Testemunhas de Jeová foram nomeadas como réus: A Sociedade Torre de Vigia de Bíblias e Tratados do Canadá, A Sociedade Torre de Vigia de Bíblias e Tratados da Pensilvânia e a Sociedade Torre de Vigia de Bíblias e Tratados de Nova York, Inc. A firma de advocacia de Calgary, Alberta, iniciou uma investigação para uma ação nacional contra a Sociedade Torre de Vigia de Bíblias e do Tratados do Canadá por casos relacionados ao abuso sexual infantil. 

### Reino Unido
No Reino Unido, em junho de 2015, o Supremo Tribunal de Justiça de Londres concedeu indenizações de £ 275.000 a uma mulher conhecida apenas como 'A' porque as Testemunhas de Jeová não conseguiram protegê-la de um pedófilo conhecido, Peter Stewart. Segundo 'A', Stewart supostamente abusou dela desde os quatro anos de idade e ameaçou que ela seria "amaldiçoada como pecadora" se ela contasse a alguém sobre o abuso. Os anciãos tomaram conhecimento do abuso em 1990 e anunciaram que Stewart recebera uma reprovação disciplinar sem especificar o motivo. O abuso só terminou quando Stewart foi preso por acusações contra outra criança em 1994. O tribunal considerou que os anciãos falharam em advertir adequadamente os membros da congregação sobre seu conhecimento do passado de abusos de Stewart. Sociedade Torre de Vigia da Grã-Bretanha pediu várias vezes para apelar contra o julgamento, mas o Tribunal de Apelação da Inglaterra e País de Gales, mantendo "justa e razoável" para ordenar a organização a pagar os danos concedidos, recusou a permissão para apelar e confirmou a decisão de pagar à vítima £ 275.000 em compensação, além dos custos legais do caso, estimados em aproximadamente £ 1 milhão.

### Estados Unidos
Em 2007, durante uma moção de julgamento no tribunal de Napa, Califórnia, contra a Sociedade Torre de Vigia, os advogados das vítimas convenceram a corte que o "privilégio eclesiástico" não substitui a obrigação legal do clero de denunciar abuso sexual infantil a autoridades seculares. A Sociedade Torre de Vigia pagou uma quantia não revelada sem admitir irregularidades em um acordo extrajudicial com 16 vítimas não identificadas de supostos abusos sexuais. De acordo com documentos judiciais obtidos pela NBC News, um requerente recebeu mais de US $ 780.000.O jornal Press-Enterprise relatou em 2008 que os presos intimados recusaram-se a depor contra os penitentes acusados, citando a confidencialidade do privilégio do clero penitente. No entanto, os anciãos não se opuseram a testemunhar, uma vez que o tribunal considerou que "o privilégio de comunicação penitencial não se aplica".
Em junho de 2012, a Suprema Corte de Alameda, Califórnia, ordenou que a Sociedade Torre de Vigia pagasse US $ 21 milhões em indenizações punitivas, além de danos compensatórios, sustentando que a política da Sociedade de não divulgar o histórico de abuso infantil de um membro aos pais na congregação ou denunciar abuso às autoridades contribuíram para o abuso sexual de uma menina de nove anos. O tribunal considerou que os anciãos da congregação, seguindo as políticas da Sociedade Torre de Vigia de Bíblias e Tratados contribuíram para o abuso. Considerou também, que os anciãos como agentes da Sociedade Torre de Vigia não revelaram a outros pais a respeito da confissão do molestador que tocou inapropriadamente sua filha adotiva, acrescentando que o grau de repreensibilidade era de "médio alcance". Com base na razão entre os danos compensatórios e punitivos, a corte reduziu a responsabilidade total da Sociedade Torre de Vigia para US $ 10 milhões, Advogados da Sociedade recorreram da decisão, chamando a decisão de "sem precedentes" e negando responsabilidade por abuso.Em abril de 2015, o tribunal de apelação reverteu os danos punitivos, achando que a congregação não tinha o dever de advertir os pais ou membros sobre o histórico de abuso infantil de outros membros. No entanto, o tribunal concluiu que a Sociedade Torre de Vigia foi negligente na prevenção do abuso e confirmou a decisão do tribunal de julgamento sobre danos compensatórios no valor de US $ 2,8 milhões a serem pagos pela Sociedade Torre de Vigia e pela congregação. A Sociedade Torre de Vigia apelou contra a sentença de negligência para o Supremo Tribunal da Califórnia e o caso foi resolvido por um valor não revelado durante o recurso.
Em outubro de 2014, um caso foi ouvido em San Diego, Califórnia, sobre o abuso sexual de José Lopez por Gonzalo Campos. Testemunhas mais velhas sabiam que Campos havia confessado o abuso de pelo menos uma outra criança em 1982, mas em 1986 elas recomendaram Campos como instrutor de Lopez. Campos mudou-se para outra congregação em 1987 e tornou-se ancião em 1993. Mais tarde, Campos confessou ter abusado de pelo menos oito crianças entre 1982 e 1995, e depois fugiu para o México. Por não proteger Lopez de um infrator conhecido e por sua subseqüente recusa em cooperar com o tribunal, a Sociedade Torre de Vigia foi condenada a pagar US $ 13,5 milhões ao demandante. A Sociedade Torre de Vigia recorreu da decisão. O tribunal de apelação revogou a sentença, concedendo que as sanções menores pudessem obrigar a Sociedade Torre de Vigia de Nova York a cumprir os requisitos do tribunal.  Embora a disputa sobre a descoberta de documentos ainda estivesse em andamento, o caso foi resolvido fora dos tribunais em janeiro de 2018. Em outro caso envolvendo outra vítima de Gonzalo Campos, a Sociedade Torre de Vigia produziu cópias redigidas de documentos relacionados a abuso sexual infantil nos Estados Unidos de 1997 até 2001. A Sociedade Torre de Vigia afirmou que não tinha acesso a documentos mais recentes mantidos pela Congregação Cristã das Testemunhas de Jeová, uma subsidiária separada da Sociedade Torre de Vigia. O tribunal sancionou a Torre de Vigia em $ 4.000 para cada dia que não submetesse os documentos. A Torre de Vigia recorreu sem sucesso contra a decisão, e o tribunal de apelação ordenou que a Torre de Vigia pagasse multas (US $ 48.000 na época da apelação) e se submetesse à ordem judicial. O caso foi resolvido fora do tribunal em fevereiro de 2018. O escritório de advocacia que representa Lopez registrou casos semelhantes em Connecticut, Vermont,, na Califórnia, no Oregon e no Novo México.
Em 2018, um júri em Thompson Falls, Montana, concedeu US $ 35 milhões a uma vítima de abuso sexual alegando que a igreja das Testemunhas de Jeová não conseguiu protegê-la. A ação alegava que as organizações locais e nacionais das Testemunhas de Jeová, baseada na 'regra das duas testemunhas', foram negligentes e violaram uma lei de Montana que exige que denunciem abusos a autoridades externas. Evidências foram fornecidas ao tribunal para mostrar que a Sociedade Torre de Vigia e corporações associadas sabiam sobre o abuso, e agiram com malícia por sua falha em proteger as vítimas. O júri concedeu à mulher de 21 anos US $ 4 milhões por ferimentos, além de US $ 30 milhões em indenizações punitivas contra a Torre de Vigia e US $ 1 milhão em indenizações punitivas contra a Congregação Cristã das Testemunhas de Jeová, outra corporação das Testemunhas de Jeová que se comunica com congregações nos EUA. A Sociedade Torre de Vigia argumentou que os anciãos não tinham obrigação legal de denunciar casos de abuso em Montana e apelariam da decisão. Em janeiro de 2020, a Suprema Corte de Montana reverteu a sentença em favor das Testemunhas de Jeová, afirmando em decisão unânime, que a comunicação confidencial recebida pelos anciãos está especificamente isenta sob o estatuto de relatório obrigatório.

## Documentário da NBC
No dia 28 de maio de 2002 a rede de televisão NBC levou ao ar no programa Dateline uma matéria intitulada Testemunhas de Acusação (original Witness for the Prosecution), em que ex-testemunhas relataram a ocorrência de abusos sexuais sofridos por crianças dentro da seita, e como estes casos foram encobertos para não manchar  imagem da organização. A ex-testemunha Barbara Anderson que trabalhou na supervisão do livro Testemunhas de Jeová - Proclamadores do Reino de Deus, de 1993 foi uma das entrevistadas. Esse programa colocou em xeque a reputação das Testemunhas de Jeová e provocaram uma série de críticas e questionamentos a organização interna e externamente.